# Йозеф Дитрих
Йозеф „Зеп“ Дитрих (на немски: Josef „Sepp“ Dietrich) е германски генерал от Вафен-СС, СС-Оберстгрупенфюрер, сред най-близките сътрудници на Адолф Хитлер. За своята служба през войната е сред 27-те носители на Рицарски кръст с дъбови листа, мечове и диаманти.

## Биография
Дитрих е роден на 28 май 1892 година в Хаванген, близо до Меминген в Бавария. Син е на Палагиус Дитрих и неговата жена Кресцентия. Той не е особено добър ученик. Прекарва част от детството си като работи като помощник касапин, а след това в хотела на баща си.
През 1911 година постъпва в баварската армия – първо в 1-ви кралски баварски пехотен полк, а след това във 2-ра батарея на 4-ти артилерийски полк. Тежко падане от кон го прави негоден за военна служба и той напуска армията.

### Първа световна война
Става доброволец в началото на Първата световна война и служи в артилерията като сержант ковчежник, а след това и в първите германски танкови части. Там се издига до старши сержант с репутацията на безпощаден човек. Завършва войната с много отличия и звание щабсфелдфебел. Не получава танкови значки или медали, тъй като първите се появяват едва 13 април 1921 година.
След войната през май 1919 година Дитрих служи за кратко във Фрайкорпс, в борбата срещу Баварската съветска република. След това той сменя работа след работа, включително сервитьор, полицай, надзирател, работник във ферма, служител на бензиностанция и митничар. През 1928 година встъпва в Националсоциалистическата германска работническа партия (партиен номер 89 015) и става член на СС (с личен номер 1177). Дитрих е член на храната на Хитлер (Chauffeureska) и го придружава в неговите пътувания през Германия. По-късно Хитлер му осигурява други занимания, включително различни СС постове, и му позволява да живее в Канцлерството на Райха.

### Между войните
През 1930 година Дитрих е избран в Райхстага за делегат на Долна Бавария. През 1931 година е повишен в ранг до СС-Групенфюрер. Когато НСДАП взема властта през 1933 година, Дитрих се изкачва бързо в йерархията. Той достига ранга СС-Обергрупенфюрер, командир на Leibstandarte СС Адолф Хитлер, генерал от Вафен-СС и член на министерския съвет на Прусия.
През 1934 година Дитрих участва в Нощта на дългите ножове. Хитлер му заповядва да вземе шестима мъже, да отиде в министерството на правосъдието и да екзекутира няколко от лидерите на СА.

### Втора световна война
Когато започва Втората световна война Дитрих води Leibstandarte при атаките над Париж и Дюнкерк. Хитлер връчва лично на Дитрих Рицарския кръст. Той командва дивизията по време на кампаниите в Гърция и Югославия преди да му бъде поверено командването на 1-ви СС танков корпус прикрепен към група армии Център на Източния фронт. Дитрих играе безценна роля по време на повторното превземане на Харков, за което е награден с мечове към Рицарския кръст. Той е 26-ия човек, който ги получава, след септември 1939 година. През 1943 г. е изпратен в Италия върне любовницата на Бенито Мусолини, Клара Петачи. Той получава голям брой германски военни медали, но става известен с лошото си отношение спрямо военнопленниците.
Дитрих командва 1-ви СС танков корпус по време на битката за Нормандия. По време на тази кампания става ясно, че не е съгласен със стратегията на Хитлер. Дитрих иска тактическо отстъпление до територия, която смята за по-лесно защитима. Хитлер отказва да позволи това. На 24 октомври 1944 година той е наследен от Херман Прейс като главнокомандващ на 1-ви СС танков корпус. Получава диаманти към Рицарския кръст за забележителното си командване по време на боевете в Нормандия.
Дитрих е повишен до ранг СС-Оберстгрупенфюрер и генерал от Вафен-СС на 1 август 1944 година. Повишението е трябвало да бъде ефективно от април 1942 година, първоначално Хитлер избира тази дата, но за да се избегнат евентуални проблеми със старшинството е отложено. Забавянето се получава, тъй като това би го направило командващ на Паул Хаусер, който през 1942 година е отговорен за формирането на първите СС части с големината на армейски корпус. Дитрих също така получава почетния ранг танков генерал-фелдмаршал от Вафен-СС, той е единствения офицер, който го носи.
Заради успехите му, Хитлер му поверява командването на 6-а СС танкова армия. Дитрих я командва по време на Арденската офанзива през 1944 година. Той бива натоварен с тази задача, тъй като поради заговора от 20 юли, Хитлер не вярва на офицерите на Вермахта. На 17 декември СС части под негово командване екзекутират между 77 и 82 американски военнопленници близо до Малмеди, Белгия. Това става известно като Малмедското клане. Знанието му за действията на СС частите е спорно.
В този момент Дитрих започва да протестира срещу нежеланието на Хитлер да остави офицерите да действат по собствена инициатива. През април 1945 година след провала на планираната от Хитлер операция Frühlingserwachen при езерото Балатон, при която авангарда е от войски под командването на Дитрих, разочарования Хитлер нарежда на Дитрих и хората му да върнат обозначителните символи на маншетите си, но Дитрих отказва да разпространи заповедта.
Дитрих командва танковите части при Виена, но не успява да спре превземането на града от Червената армия. Придружен от жена си Дитрих се предава на 9 май 1945 година на главен сержант Хърбърт Краус от американската 36-а пехотна дивизия при Кремс на Дунав, северно от Санкт Пьолтен в Австрия.

### След войната
Дитрих е съден като обвиняем номер 11 от американския военен трибунал в Дахау („Съединени американски щати срещу Валентин Берсин“, Дело номер 6 – 24), в периода от 16 май 1946 до 16 юли 1946 година. В края на процеса е осъден на доживотен затвор по делото за Малмедското клане, за заповедта за екзекутирането на американски военнопленници. Поради свидетелствата на други германски офицери в негова полза присъдата му е намалена на 25 години. Затворен е в 1-ви американски затвор за военнопленници в Ландсберг на Лех, Бавария. Дитрих излежава десет години, след което е пуснат на свобода на 22 октомври 1955 година. Арестуван е отново в Лудвигсберг през август 1956 година. Съден е от апелативния съд в Мюнхен (от 6 май до 14 май 1957 година) за ролята си в убийствата на лидерите на СА през 1934 година. Осъден е на деветнадесет месеца за участието си в Нощта на дългите ножове и затворен в Ландсберг. Освободен е на 2 февруари 1959 година поради сърдечни проблеми и проблем с кръвообръщението на краката. Дотогава той почти е излежал присъдата си.
Установява се в Лудвигсбург, където се посвещава на лов и помощ на други ветерани. Дитрих, в отсъствието си, е осъден от Съветския съюз на смърт за връзката си с предполагаеми военни престъпления, извършени от Лайбщандарта в Харков през 1943 г.
През 1966 г. Дитрих умира от сърдечен удар на 73 години. Седем хиляди от другарите му от войната идват на погребението му. Траурна реч държи бившия СС-Обергрупенфюрер и генерал от Вафен-СС Вилхелм Битрих.

## Личен живот
Дитрих се жени два пъти. Първата му жена е Барбара Бети Зайдл (родена на 24 април 1896 година). Те се женят на 17 февруари 1921 година и се развеждат през април 1937 година. На 19 януари 1942 година Дитрих се жени за Урсула Монингер-Бренер (родена 26 март 1915 и починала през 1983 година), бивша съпруга на СС-Групенфюрер и генерал-лейтенант от полицията Карл-Хайнрих Бренер. Дитрих и Монингер-Бренер имат син, Волф-Диетер Дитрих, който се ражда в Карлсруе през 1939 година и е извънбрачно дете (преди развода да е финализиран). Въпреки това двамата СС генерали остават приятели. Втори син, Луц, се ражда в Карлсруе на 20 март 1943 година (Хайнрих Химлер е негов кръстник). Третият син на Дитрих, Гьоц-Хубертус, също се ражда в Карлсруе на 23 ноември 1944 година (отново Химлер е негов кръстник).

## Звания
- СС-Щурмфюрер: 1 юни 1928 г.
- СС-Щурмбанфюрер: 1 август 1928 г.
- СС-Щандартенфюрер: 18 септември 1929 г.[1]
- СС-Оберфюрер: 11 юли 1931 г.[1]
- СС-Групенфюрер: 18 декември 1931 г.[1]
- СС-Обергрупенфюрер: 1 юли 1934 г.[1]
- СС-Оберстгрупенфюрер и танков генерал-полковник от Вафен-СС: 20 април, 1942 г.[1]

## Награди
- Медал „Източен фронт“ (1942)
- Танкова значка (1918) in Silver (1921)
- Железен кръст втора (1917) и първа (1918) степен
- СС пръстен на честта (?)
- Лента за железен кръст – втора (1939) и първа (1939) степен
- Златна партийна значка (1933)
- Рицарски кръст – 4 юли 1940 г.[1]
- Рицарски кръст с дъбови листа, 41-ви награден – 31 декември 1941 г.[1]
- Рицарски кръст с дъбови листа и мечове, 26-и награден – 14 март 1943 г.[1]
- Рицарски кръст с дъбови листа, мечове и диаманти, 16-и награден – 6 август 1944 г.[1]
- Орден на кръвта – (номер 10) (9 ноември 1933 година)
- Медал Судетия (?), с лента Замъка в Прага (?)
- Медал за присъединението на Австрия (?)
- Значка за раняване (?)
- Значка пилот/наблюдател с диаманти(?)
- Кръст на честта (1934)
- Баварски Военен кръст за заслуги 3-та степен с мечове и корона (?)
- Австрийски медал за храброст бронзов (?)
- Силезки орел 2-ра степен (1934)
- Баварска награда за продължителна служба 3-та степен (?)
- Награда на въоръжените сили за продължителна служба (?)
- Награда на НСГРП за продължителна служба сребърна (?)
- Италиански Орден на Св. Мавриций и Лазар, Grand Officer (?)
- Орден на короната на Италия, Grand Cross (?)
- Италиански Военен орден Савой, Grand Officer (?)
- Орден на короната на Румъния, Grand Officer (?)